# إرنست هال
إرنست هال (29 أبريل 1851 في المملكة المتحدة - 3 مارس 1936 في المملكة المتحدة)  (بالإنجليزية: Ernest Hall)‏ هو لاعب كريكت بريطاني (وحمل سابقاً جنسية المملكة المتحدة لبريطانيا العظمى وأيرلندا). لعب مع نادي مقاطعة هامبشاير للكريكت ‏.

## وصلات خارجية
- إرنست هال على موقع إي آس بي آن كريك إنفو (الإنجليزية)